# Guiziga (peuple)
Pour les articles homonymes, voir Guiziga.
 (septembre 2023).
- Si vous ne connaissez pas le sujet, laissez ce bandeau (vous pouvez alors contacter les auteurs).
- Si vous supprimez le contenu mis en cause (vous pouvez préalablement contacter les auteurs),

argumentez précisément cette suppression dans la page de discussion
(un manque de référence n'est pas un argument ; une recherche réelle de référence doit avoir été effectuée, être formellement documentée).
Les Guiziga sont une population d'Afrique centrale vivant au nord du Cameroun, au sud-ouest du Tchad et au sud-est du Nigeria. Ils font partie du groupe des Kirdi.
Contrairement à ce qu'on le pense, les provinces du Cameroun situées au nord du dixième parallèle ne sont pas entièrement acquises à l'Islam. Si les invasions peules, débouchant du Bornou et du Baghirmi, et déferlant en véritables raz-de-marée sur ces régions ont vaincu et soumis la plupart des sociétés nègres qui occupaient le pays à la fin du XVIIe siècle, elles n'ont cependant pu réussir à vassaliser certaines tribus parmi les plus farouchement indépendantes. Tel est le cas des Guiziga. Aucune étude ethnographique un peu poussée n'a, à notre connaissance, été consacrée à cette petite communauté montagnarde demeurée en marge du croissant et cataloguée assez sommairement parmi le bloc des populations dites « kirdi » (Kirdi ou habe : terme foulbé utilisé pour désigner les païens qui ne croient pas en la religion musulmane et ne sont pas de sang peul ; d'origine vraisemblablement soudanaise. On distingue dans la subdivision de Maroua, outre les Guiziga, les Mofou, les Moundang, les Mousgoum et les Toupouri, etc.. Ces tribus sont foncièrement différentes.
Maroua (ou Marva), conquis par les Peuls en 1808, était une des principales places du pays Guiziga. Les envahisseurs firent le vide devant eux et certains païens vaincus se sont enfuient vers les plaines de la Bénoué, d'autres réduits pour partie en esclavage et dépossédés de leurs terres, abandonnèrent la plaine fertile pour se réfugier sous l'abri des contreforts rocheux du Mandara. 
Les Peuls établirent par les armes leur domination sur tout le pays, mais ne réussirent jamais à déloger les Kirdi de leurs retraites fortifiées. Jusqu'à l'époque de l'occupation européenne les efforts des Peuls se poursuivirent en vue de réduire la résistance qui leur était opposée. Les envahisseurs seraient considérés par les païens comme des traîtres complotant avec le colon pour s'accaparer de leurs chefferies traditionnelles en place afin de soumettre ce peuple à l'autorité coloniale.
Orographiquement il s'agit d'une contrée âpre et tourmentée, pittoresque à l'extrême et dont le Lieutenant-Colonel Ferrandi a donné une saisissante description dans son livre intitulé "La Conquête du Nord-Cameroun (1914-1915), pp. 111, 113. Édit. Lavauzelle, Paris, 1928". L'étude de Fourneau Jacques, Une tribu païenne du Nord-Cameroun : les Guissiga (Moutouroua), contribution ethnologique. (In: Journal de la Société des Africanistes, 1938, tome 8, fascicule 2. pp. 163-195) est portée particulièrement sur les Guiziga de Maroua, il précise qu'il a volontairement négligé, faute de moyens d'investigation personnels, les rameaux qui coexistent dans la région voisine du Mandara et sur les plaines de la Bénoué.
L'administration française après la guerre 1914-1918 se trouva placée devant un délicat problème de politique indigène qui a été résumé dans une formule à succès, « l'apprivoisement » des populations kirdi.
En 1924, les contrées habitées par les païens furent relevées de la tutelle foulbé et érigées en cantons indépendants. En ce temps, l'action administrative tendait à obtenir que les montagnards farouches s'installent progressivement en plaine et se familiarisent peu à peu avec un mode de vie nouveau. Si le mouvement a été déclenché, les résultats ne se précisent que lentement, la versatilité et la méfiance souvent ombrageuse de ces primitifs font qu'ils demeurent d'une instabilité déconcertante.
Aussi bien cette existence d'individus traqués vécue au cours d'un long siècle par les Guiziga et l'empreinte du milieu géographique, « substrat de la vie sociale » pour reprendre la pensée de Durkheim, ont engendré un ensemble complexe de déformations psychiques et physiques passées insensiblement à l'état de caractères acquis. Si le Guiziga n'est pas agressif, son aspect est farouche. Aujourd'hui encore les Guiziga se considèrent comme les enfants du lion, ils ne le chassent pas, ne le tuent pas, ne le mangent pas.
Les Guiziga seraient originaires de Goudour dans le massif de Mokong (Mokolo). La migration de la fraction qui est venue s'installer sur le territoire de Roum remonterait à huit générations c'est-à-dire à 160 ou 200 ans. Elle est donc très antérieure à l'invasion peule.
Cette migration aurait été décidée à la suite de dissentiments et de querelles parmi les membres de la tribu originelle. La légende veut que Bildinguer," appelé aussi Bakarmi, de la famille Touroua, se soit emparé d'un objet vénéré par la tribu, objet sur lequel nous n'avons aucune lumière, vraisemblablement de caractère totémique. Bildinguer suivi de son frère et de plusieurs familles aurait quitté le pays de Goudour en emportant le signe d'alliance qu'il aurait, après s'être installé à Roum, enfoui sous la montagne de Molokotokom. Depuis lors, Melokotokom est considéré comme l'un des lieux sacrés de la région. 
Cette scission du groupement initial est à l'origine des différents clans. Celui de Bildinguer s'est fixé sur les terres qu'il occupe encore actuellement, délimitées au Nord par la frontière politique de Mokolo, à l'Ouest et au Sud par la subdivision de Guider, à l'Est par le pays Moundang.
M. E.-M. Buisson a consacré en 1932 une étude sur le préhistorique dans la région voisine de Bidzar (Bull, de la Soc. préhistorique française, 1932, n° 6.). Ce travail est demeuré le seul de son genre pour le Nord-Cameroun.
Le nom de Guiziga signifierait littéralement. « Celui qui ne mange pas de n'importe quelle nourriture » : ce n'est assurément pas le nom véritable de la tribu qui semble être celui de Touroua, patronyme de la première famille dont nous avons retracé l'établissement à Roum. Roum est un nom géographique qui signifie la plaine.
La généalogie des Moutouroua pour le rameau qui nous intéresse est la suivante : Bildinguer (ou Bakarmi), Bizounizam, Boudjoumle, Bitouroui, Binyemie, Bibouba, Bimeke, Gahima, chef actuel de la tribu. Cette lignée est celle des bouï qui se sont succédé au commandement de la tribu. Parallèlement à elle et d'une ancienneté égale s'inscrit la descendance des massahaï dont le premier serait Goudour, frère de Bakarmi. - L'ordre de leur succession est resté moins précis dans la mémoire des indigènes qui disent ne se souvenir que des quatre derniers grands massahaï : Meteouere, Loua, Loukoa et Tchouka en 1938. 
Cette descendance sacerdotale héréditaire qui a, à son sommet, une origine commune avec la descendance des bouï, caractérise bien l'organisation coutumière primitive de la tribu, organisation qui a survécu et se maintient encore aujourd'hui sur ces bases. Les deux pouvoirs, temporel et religieux, issus d'une même souche se sont séparés pour coexister et collaborer de façon intime. La dignité de massahaï se transmet continûment dans la famille du prêtre, ses enfants, ses parents sont mbour missikouli, ou initiés, et ce sont eux qui ont la charge d'entretenir la flamme du flambeau mystique. 
La croyance générale est que le premier massahaï de Malokotokom qui est mort à Lam dans l'actuelle subdivision de Guider, revient sur terre plusieurs fois chaque année, à l'époque des grandes fêtes agraires.
L'apparition visite les lieux qui lui furent jadis familiers. Elle est visible pour beaucoup car, dit-on, elle se matérialise sous une forme corporelle, mais elle ne parle pas, ne boit pas, ne mange pas, ne s'arrête pas. Elle circule, pénètre dans les habitations, regarde toutes choses puis s'évanouit. Le chef Gahima, le massahaï Tchouka avait relaté avoir été à plusieurs reprises les témoins oculaires de cette réincarnation périodique.

## Ethnonymie
Selon les sources et le contexte, on rencontre aussi les formes suivantes : Dogba, Gisiga, Gisohiga, Giziga, Guisiga, Guissiga, Guizaga, Guizigas, Mi Marva, Tchere.

## Langues
Ils parlent des langues tchadiques, le guiziga du Nord qui comptait 20 000 locuteurs au Cameroun en 1982 et le guiziga du Sud qui en comptait 60 000 en 1991.

## Population
Le nombre total de Guiziga a été estimé à 80 000 dans les années 1970.